# 鳳山厝 (高雄市)
鳳山厝，是臺灣高雄市燕巢區的一個傳統地域名稱，位於該區南部偏西。相較於今日行政區，其範圍大致包括鳳雄里東半部、角宿里南部邊界地帶中段。
本地區境內主要聚落為鳳山厝、下烏鬼埔、下厝仔、頂烏鬼埔，設有鳳雄國小。

## 歷史
台灣日治初期，鳳山厝地區為一街庄，稱為「鳳山厝庄」（舊制街庄），隸屬於觀音中里。該庄昔日西北與滾水坪庄為鄰，北與角宿庄為鄰，東與面前埔庄為鄰，東南邊為蜈蜞潭庄，南邊及西南邊為保舍甲庄，西邊為中路林庄。
1901年（日治明治三十四年）11月11日，全台廢縣廳改設二十廳，該庄隸屬於鳳山廳。1904年（明治三十七年）5月3日，該庄編入「保舍甲區」，隸屬於鳳山廳。1909年（明治四十二年）10月25日，全台合併二十廳為十二廳，保舍甲區改隸屬於臺南廳。1920年（大正九年）10月1日，全台地方制度大改正，廢十二廳改設五州二廳，該庄改制為「鳳山厝」大字，隸屬於高雄州高雄郡楠梓庄（新制街庄）。1924年（大正十三年）12月25日，高雄郡廢郡，楠梓庄改隸屬於岡山郡。1943年（昭和十八年）10月1日，楠梓庄廢庄，鳳山厝、中路林兩大字改隸屬於燕巢庄。
戰後燕巢庄改制為燕巢鄉，隸屬於高雄縣，大字亦改制為村。1950年（民國39年）10月1日，高、屏分治，燕巢鄉仍隸屬於高雄縣。2010年（民國99年）12月25日，高雄縣、市合併為直轄高雄市，燕巢鄉改制為燕巢區，村亦改制為里。

## 聚落
本地區發展較早的聚落為鳳山厝、下烏鬼埔、下厝仔、頂烏鬼埔，在日治初期的官方地圖上已有記載。

## 交通
國道10號又稱「高雄支線」或「高雄環線」，是左營至旗山的高速公路，經過本地區東南端，並在東側邊界外緣的省道台22線旁設有燕巢交流道。由此可快速前往國道10號沿線各地，或銜接國道1號、國道3號。
省道台22線俗稱「旗楠公路」，是楠梓至高樹的幹道，經過本地區的鳳山厝聚落。由該道路西行可前往大社區西北端、楠梓區，並止於楠梓市區；東行可前往旗山區/大樹區交界地帶、屏東縣九如鄉西北端、里港鄉、高樹鄉等地。
市道186號是維新至大樹的道路，經過本地區的鳳山厝聚落。由該道路西行（大方向，當地先向北行）可前往燕巢區燕巢市區、岡山區、永安區東南部，並止於竹子港地區（今維新里）的省道台17線路口；東行（大方向，當地先前西南行）可前往大社區、仁武區、大樹區，並止於省道台29線路口。該道路在本地區的部分路段與省道台22線共線。
區道高36線是芋寮至鳳山厝的道路，其東側端點（終點）位於本地區北部略偏東的市道186號路口。
區道高46線是鳳山厝至番仔坑的道路，其西側端點（起點）位於本地區南部略偏西、鳳山厝聚落的省道台22線路口。

## 學校
- 鳳雄國小

## 公務機關
- 高雄市政府警察局岡山分局鳳雄派出所